# Gurbet Türküleri
Gurbet Türküleri (deutsch Türkische Lieder aus der Fremde) ist eine Volksmusikrichtung in der türkischen Musik, die zuletzt wesentlich durch die türkische Arbeitsmigration nach dem Zweiten Weltkrieg geprägt wurde. Insbesondere die Alamanya Türküleri (türkische Lieder aus Deutschland) entstanden nach der Anwerbung türkischer Arbeitskräfte durch die Bundesrepublik Deutschland in den 1960er Jahren.

## Geschichte
Der Volksliedforscher Ali Osman Öztürk sieht die frühsten türkischen Volkslieder aus Deutschland, von denen er für eine wissenschaftliche Untersuchung 115 zusammentragen konnte, als „mündlichen Pionier einer türkischen Auswandererliteratur“ an. 

### Anfänge
Bereits Mitte der 1960er Jahre gab man dem Gefühl der Heimatlosigkeit in Deutschland musikalisch Ausdruck, zunächst in nur mündlich weitergegebenen Liedern, deren Textdichter teilweise unbekannt sind. Diese wurden zunächst nur mit Saz-Begleitung oder a cappella gesungen. Ein früher Star dieser Richtung war in Deutschland Metin Türköz. Sehnsucht nach der Heimat, Gedanken an Rückkehr, Beziehungen zu deutschen Frauen, Wut über Arbeitsbedingungen (vgl. Ganz unten, 1985), später bisweilen auch die Situation des Exilanten prägten diese aus der Einwanderergruppe hervorgegangenen ersten Repräsentanten einer heute Gurbet Türküleri genannten Musikrichtung. Yüksel Özkasap war mit solchen Liedern Anfang der 70er die erfolgreichste Interpretin.
Die Bezeichnung Gurbet Türküleri erklärt sich daraus, dass die als sogenannte „Gastarbeiter“ angeworbenen Türken ursprünglich meist selbst nur einen begrenzten Aufenthalt in Deutschland planten (vgl. z. B. Denk ich an Deutschland - Wir haben vergessen zurückzukehren, 2001): viele betrachteten die Bundesrepublik folglich zunächst nicht als ihre neue Heimat, sondern als „fremdes Land“.
Nach den Untersuchungen Ali Osman Öztürks (Alamanya Türküleri, 2001) ist in dem Jahr 1972 die Geburtsstunde der türkischen „Lieder aus der Fremde“ zu sehen, bereits 1976 gab es eine Vielzahl Stücken aus diesem Bereich und einige Aufnahmen der „türkischen Deutschlandlieder“ (Öztürk), deren in der Türkei am bis heute bekannte Interpreten z. B. Mahzuni Şerif und Murat Cobanoglu sind. 

#### Einflüsse auf die deutsche Musik
In seiner Entstehungszeit hat das „Lied aus der Fremde“ auch die deutsche Populärmusik mitinspiriert: das aus griechischer Sicht von dem Deutschen Michael Kunze in Art der „Gastarbeiter“-Lieder getextete Griechischer Wein (1974) wurde mit der Melodie von Udo Jürgens zu einem der größten Hits des Jahres 1975 und gilt übersetzt in Griechenland inzwischen trotz der deutschen Autoren als eines der bekanntesten griechischen Volkslieder aus der Fremde. Fünf Jahre später gelangte Freddy Quinn mit einem teils in türkischer, teils in deutscher Sprache gesungenen Lied nach Art der Gurbet Türküleri in die deutschsprachigen Hitparaden (Istanbul ist weit, 1980). Mit Cem Karaca veröffentlichte zudem ein berühmter türkischer Künstler ein Album in deutscher Sprache.

### Zunehmende Fremdenfeindlichkeit inspiriert neue Lieder
In den 1980er Jahren, als die Fremdenfeindlichkeit insbesondere gegenüber Türken in der Bundesrepublik Deutschland zunehmend offener wurde, rückte der alltägliche Rassismus in den Mittelpunkt der Liederzählungen der türkischen Arbeitskräfte in der Fremde, wie auch unterdrückte Aggressionen gegenüber Deutschen. Auf der anderen Seite waren die ehemaligen „Gastarbeiter“ inzwischen auch in ihrer ursprünglichen Heimat so fremd geworden, dass sie dort manchmal auf ebenso wenig Akzeptanz stießen. Auch diese neue Situation zwischen zwei kulturellen Identitäten wurde zum Thema der „Lieder aus der Fremde“ und drückte sich in Textzeilen wie Helmut diyor pis yabanci, Tugrul diyor Alamanci aus: "Helmut nennt ihn dreckiger Ausländer, Tugrul nennt ihn „Deutschländer“." 
Nach den Mordanschlägen von Mölln und Solingen musizierte auch eine jüngere Generation, die die oft klagenden „Gastarbeiter“-Lieder ihrer Eltern zuvor teilweise noch als „Gejammer“ abgetan hatte, im Gurbet-Türküleri-Stil: besonders bekannt wurden in diesem Zusammenhang die Gruppen Cartel und Nefret, die sprachlich lockerere Texte verfassten und erstmals auch Tabuthemen wie Sexualität in Deutschland thematisierten. Auch die Sängerin Sah Turna wurde bekannt.

## Bekannte Interpreten
Die meisten der Interpreten der Gurbet Türküleri haben auch selbst Texte für diese Musikrichtung verfasst. Im deutschen Zusammenhang besonders bekannt sind
- Cartel
- Ramazan Ceyhanli
- Murat Cobanoğlu
- Derdiyoklar
- Aşik Kemal Devrani
- Ismail Ergülec
- Abdullah Eryilmaz
- Haydar Korkmaz
- Metin Türköz
- Nefret
- A. Mahir Ofcan
- Yüksel Özkasap
- Mahzuni Şerif
- Riza Taner
- Muhabbet
- Aşik Türköz
- Şah Turna
- Adnan Varveren